# Hybomitra astuta
Hybomitra astuta är en tvåvingeart som först beskrevs av Osten Sacken 1876.  Hybomitra astuta ingår i släktet Hybomitra och familjen bromsar. Enligt den finländska rödlistan är arten nära hotad i Finland. Arten är reproducerande i Sverige. Artens livsmiljö är kalfjäll. Inga underarter finns listade i Catalogue of Life.